# Phasicnecus maculifera
Phasicnecus maculifera är en fjärilsart som beskrevs av Embrik Strand 1912. Phasicnecus maculifera ingår i släktet Phasicnecus och familjen Eupterotidae. Inga underarter finns listade i Catalogue of Life.